# Brumov (Brumov-Bylnice)
Brumov (německy Brumow) je část města Brumov-Bylnice v okrese Zlín. Nachází se na severu Brumova-Bylnice. Prochází zde silnice I/57. Je zde evidováno 682 adres. Trvale zde žije 3429 obyvatel.
Brumov je také název katastrálního území o rozloze 21,5 km2.

## Pamětihodnosti
- Židovský hřbitov v Brumově

## Fotogalerie

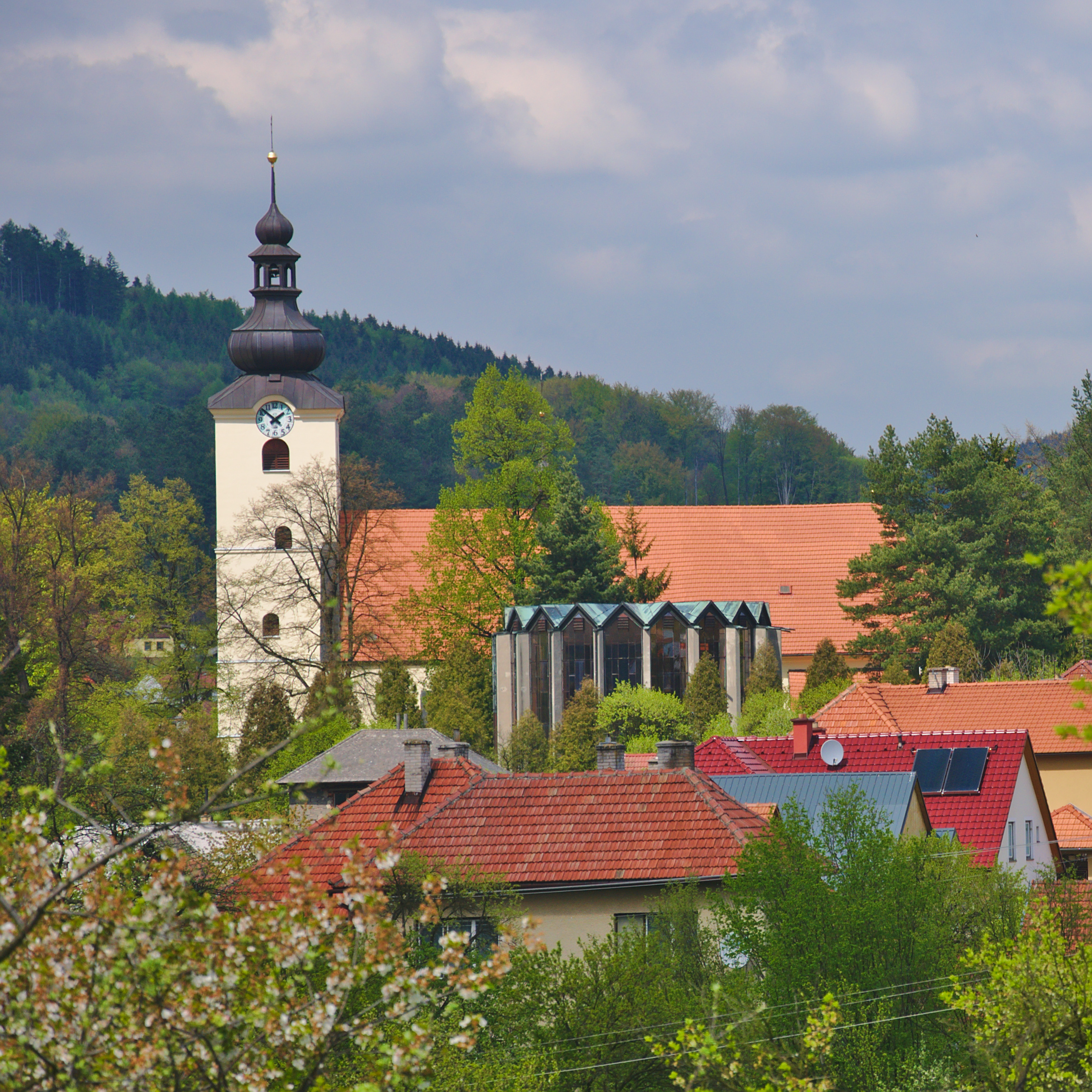
Kostel svatého Václava
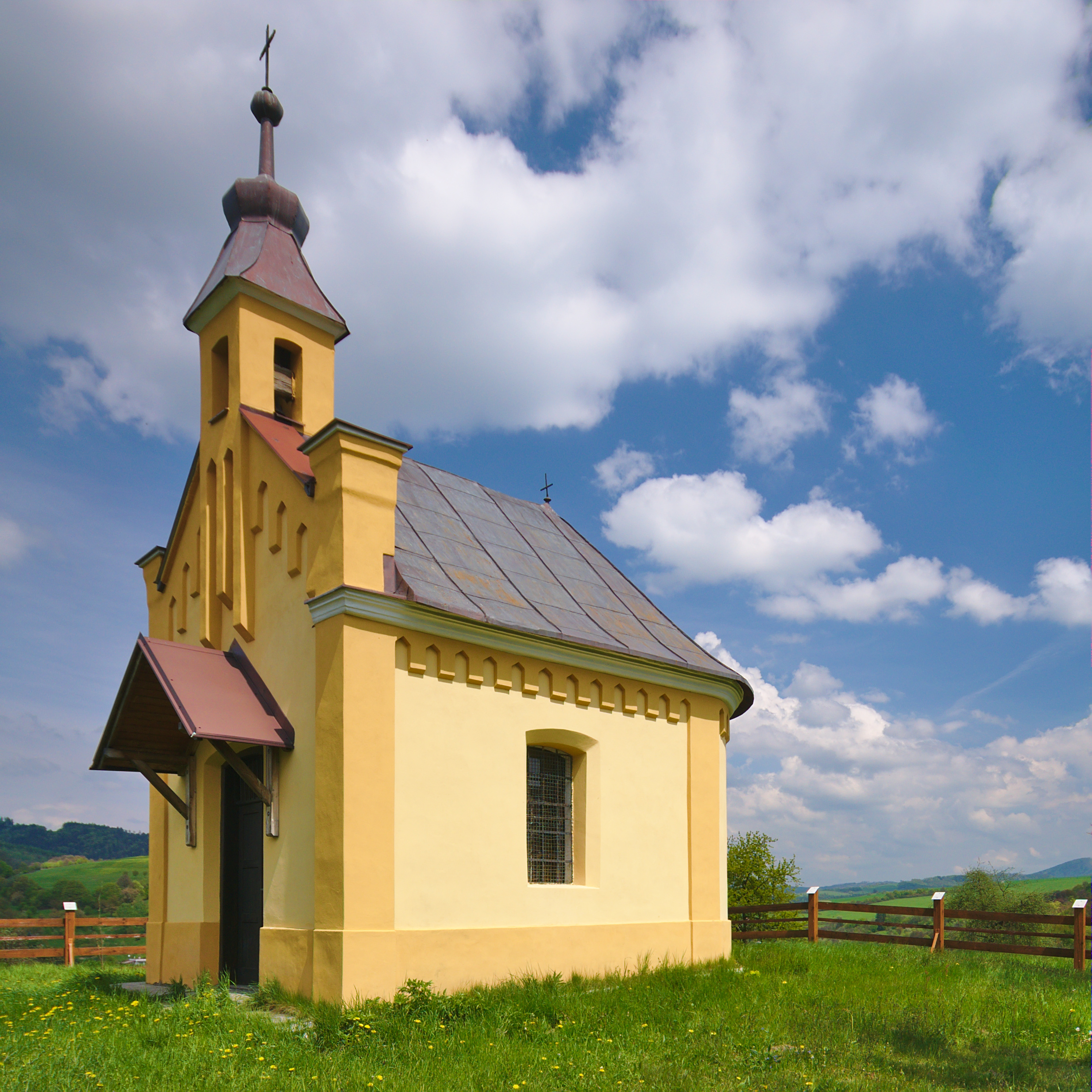
Kaple svaté Anny v Brumově
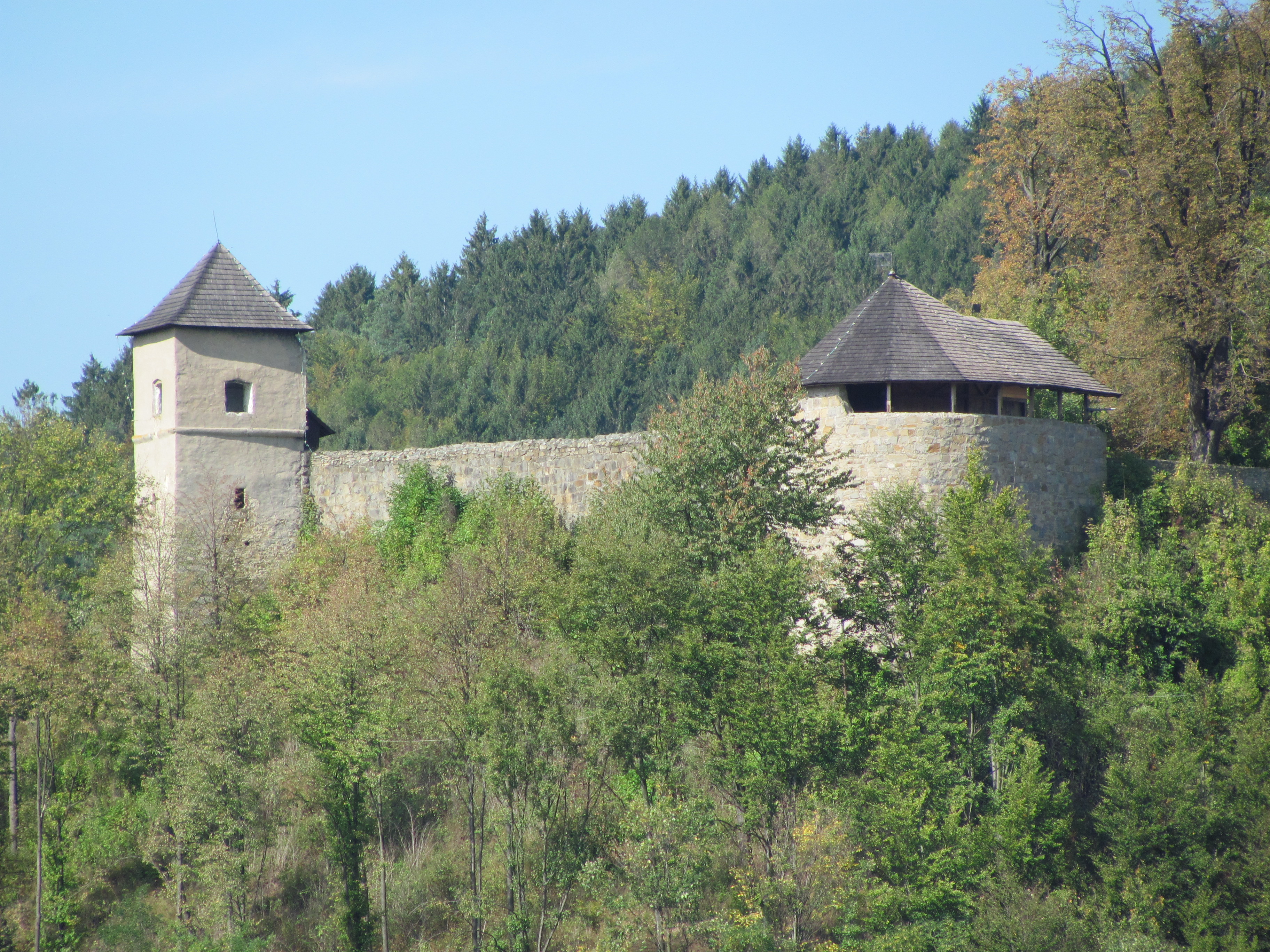
Hrad Brumov
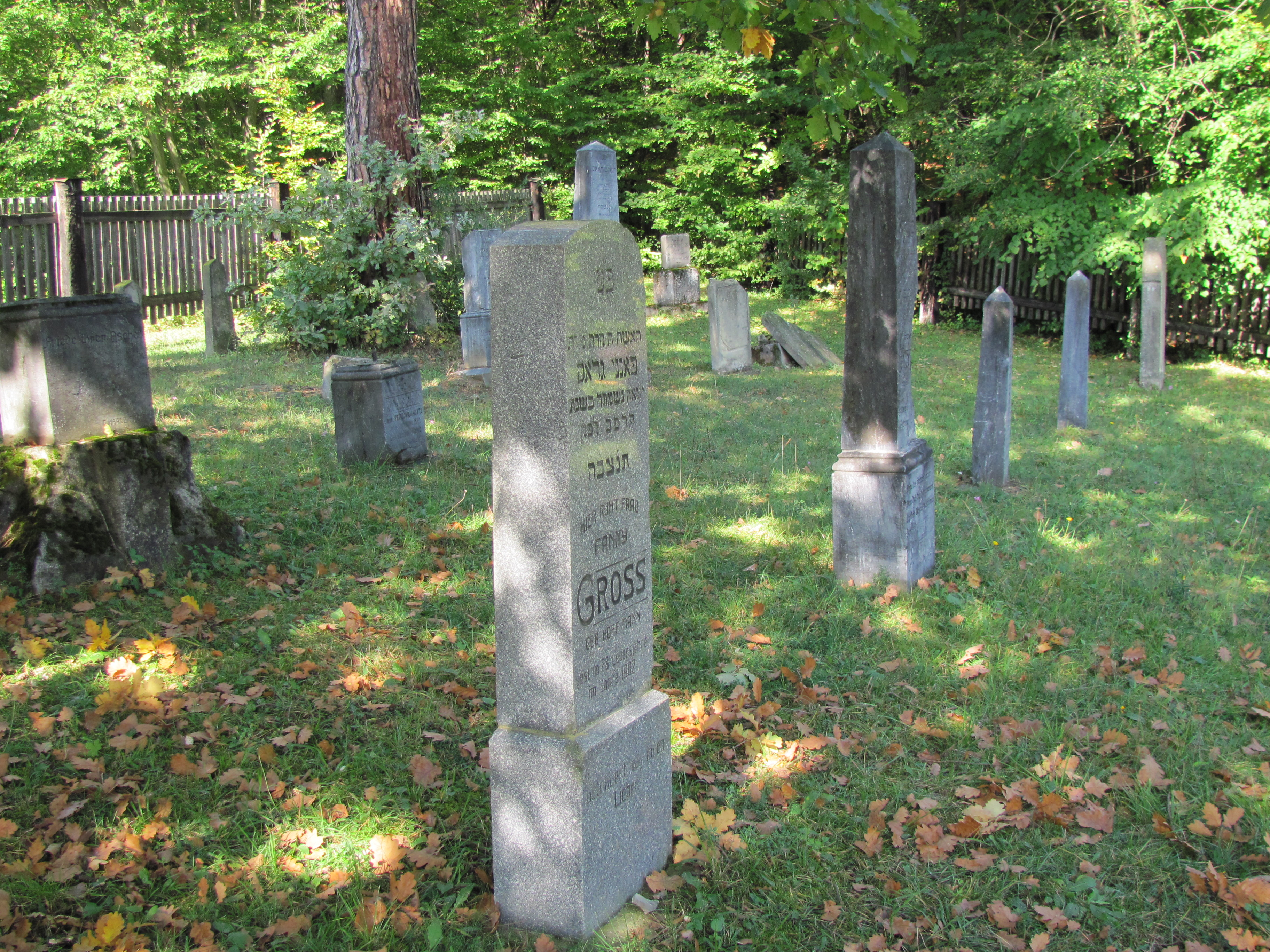
Židovský hřbitov
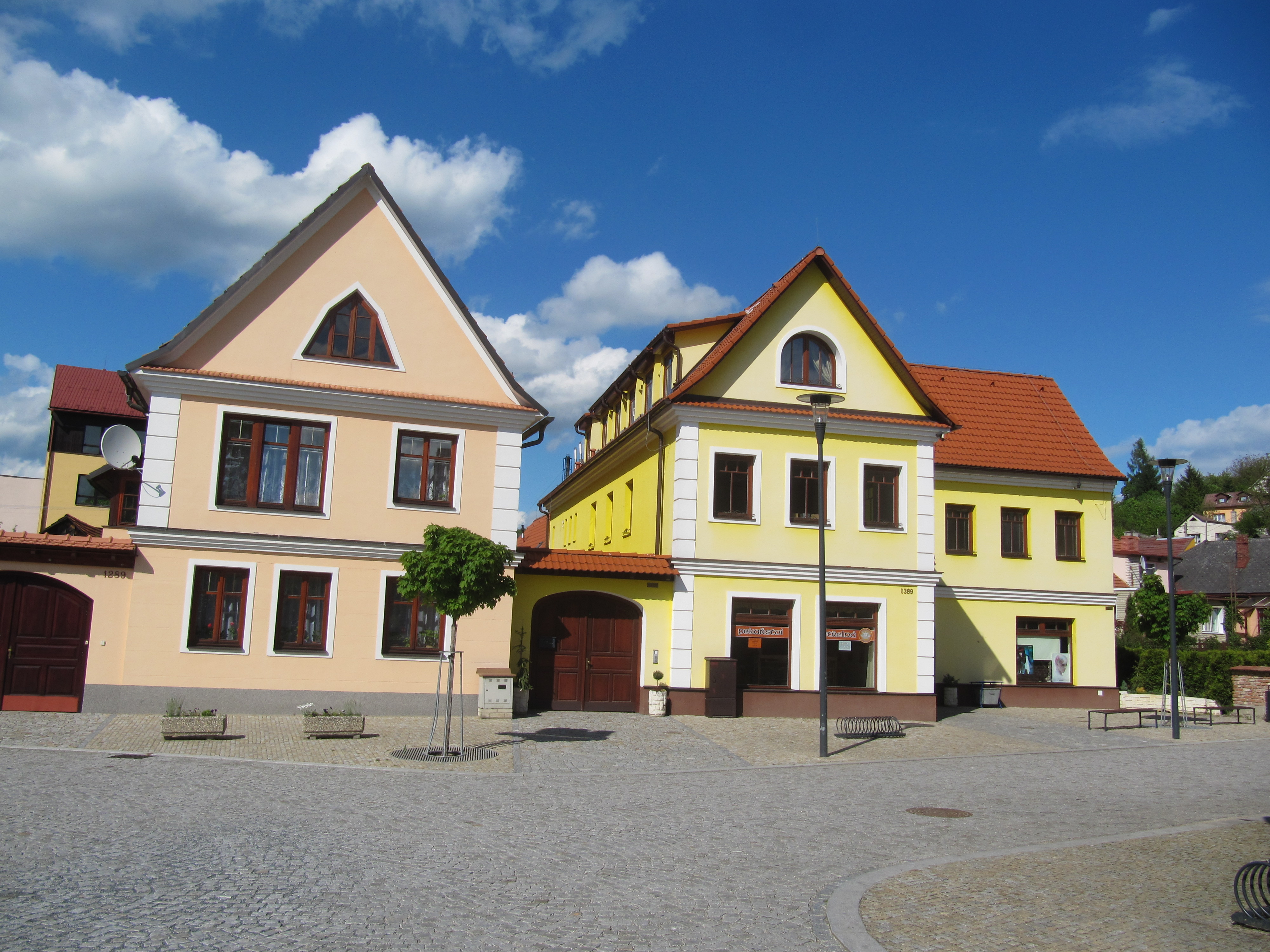
Domy ve městě
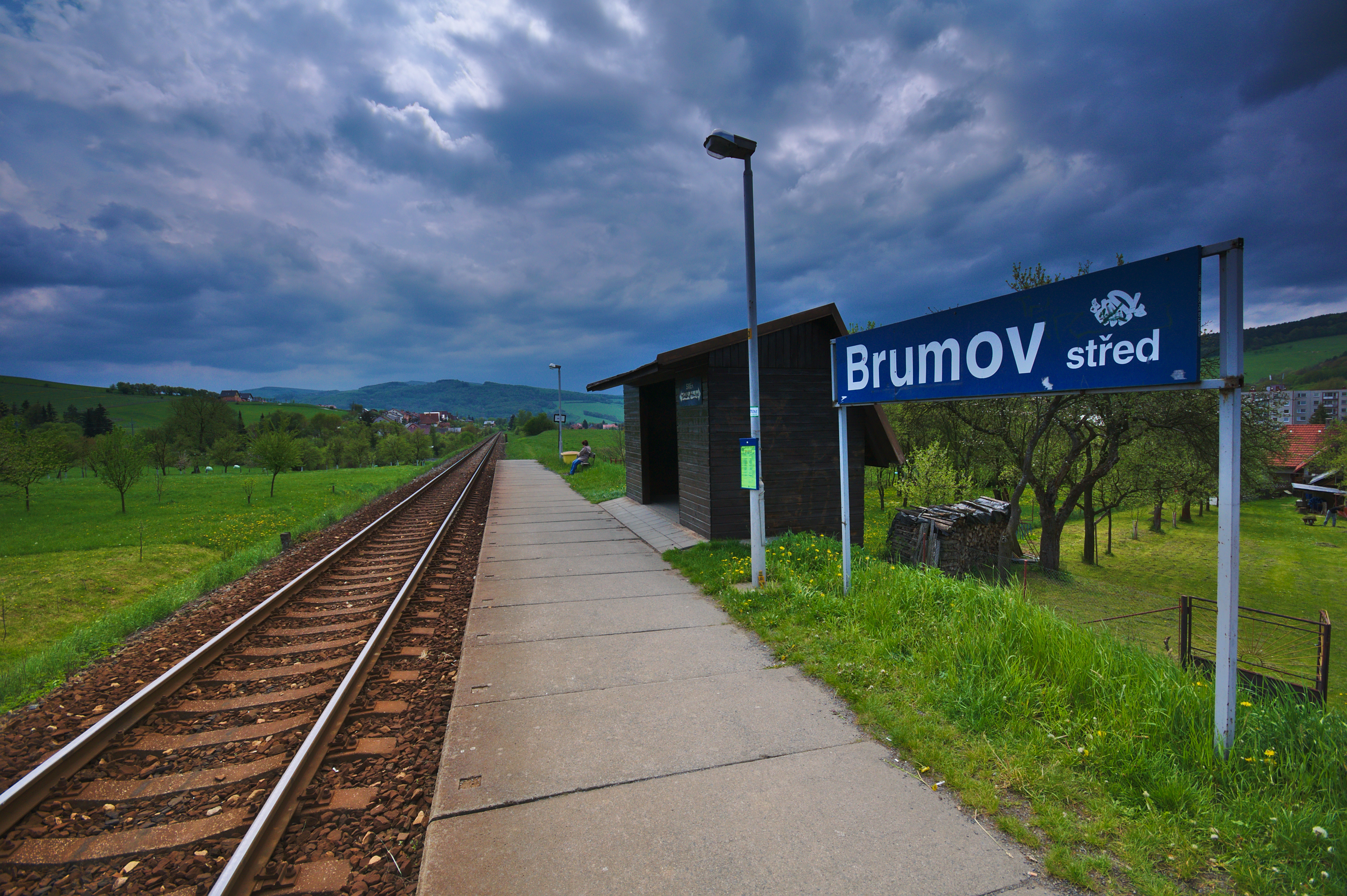
Železniční zastávka Brumov-střed